# Хельсинкский аннотированный корпус русского языка
Хельсинкский аннотированный корпус русских текстов (ХАНКО) — корпус русских онлайновых текстов. Создание корпуса осуществлялось в 2001—2012 годах, он задуман как составная часть проекта «Функциональный синтаксис русского языка». Интерфейс корпуса позволяет комбинировать поиск по сочетанию букв, морфологическим и синтаксическим параметрам.

## Составители
Проект по созданию Хельсинкского аннотированного корпуса русских текстов (ХАНКО) осуществлялся с 2001 по 2012 гг. на Отделении славянских и балтийских языков и литератур Хельсинкского университета под руководством профессора Арто Мустайоки.
Координатор проекта — старший научный сотрудник, PhD Михаил Вячеславович Копотев.
Техническое проектирование — к. т. н. Алексей Леонтьев.
В программе по созданию ХАНКО участвовали специалисты следующих организаций:
- Хельсинкский университет
- Петрозаводский государственный университет

## Состав корпуса

### Типы разметки в ХАНКО
- Морфологическая разметка. Полная морфологическая характеристика каждой текстоформы с возможностью указать спорные случаи, имеющие неоднозначную трактовку.
- Синтаксическая разметка. Выделены два типа единиц: простое предложение (клауза) и сложное предложение. Синтаксическая разметка выполнена в рамках синтаксической теории членов предложения.
- Метаразметка. ХАНКО, будучи довольно однородным по внешним текстовым параметрам корпусом, содержит минимальную метаинформацию: номер журнала, автор текста, тип текста.

## Объём корпуса
Корпус объёмом около 100 тыс. словоупотреблений, извлеченных из журнала «Итоги». Журнал представляет широкий спектр современных публицистических жанров, тематическое разнообразие статей, высокий уровень владения стилистическими ресурсами русского языка его авторов.

## Доступ
В настоящее время свободным и бесплатным является поиск по сайту. Для поиска доступны результаты морфологического и синтаксического аннотирования. Корпус доступен для коммерческого использования в формате MTE. Поддержка и финансирование сайта корпуса ведётся Хельсинкским университетом.